# 第329步兵師 (德國國防軍)
德國國防軍陸軍第329步兵師（德語：329. Infanterie-Division）是納粹德國國防軍陸軍的一個步兵師。該師於1941年12月組建。
該師組建後，於1942年2月調往東線，此後一直在當地作戰。
該師最後於1945年5月在庫爾蘭口袋被圍投降。

## 註腳
1. ↑  Mitcham（2007年）